# Bolitoglossa palmata
Bolitoglossa palmata är en groddjursart som först beskrevs av Werner 1897.  Bolitoglossa palmata ingår i släktet Bolitoglossa och familjen lunglösa salamandrar. IUCN kategoriserar arten globalt som sårbar. Inga underarter finns listade.